# Liste der Nummer-eins-Hits in Kroatien (2019)
Diese Liste der Nummer-eins-Hits basiert auf den offiziellen HRtop40 (Airplaycharts) und den Top lista prodaje (kroatische („domaće“) und ausländische („strano“) Alben) der Hrvatska diskografska udruga (HDU) im Jahr 2019.

## Singles
| ← 2018 ← | Liste der Nummer-eins-Hits in Kroatien | Liste der Nummer-eins-Hits in Kroatien | Liste der Nummer-eins-Hits in Kroatien | 2020 →                                                                                  |
| \| Zeitraum \| Wo. ges. \| Interpret \| Titel Autor(en) \| Zusätzliche Informationen \| \| (Zeitraum, Wochen auf Platz eins, Interpret, Titel, Autor[en], zusätzliche Informationen) \| \| \| \| \| \| ----------------------------------------------------------------------------------------- \| -------- \| ------------------------- \| -------------------------- \| --------------------------------------------------------------------------------------- \| \| 51. Woche 2018 – 1. Woche 2019 3 Wochen \| 3 \| Petar Grašo \| Fritula \| – \| \| 2. Woche 1 Woche (insgesamt 13) \| 13 \| Nina Badrić \| Rekao si \| – \| \| 3. Woche 1 Woche \| 1 \| Vanna \| U tebi \| – \| \| 4.–6. Woche 3 Wochen (insgesamt 5) \| 5 \| Mia \| Ovaj grad \| – \| \| 7. Woche 1 Woche \| 1 \| Igor Delač \| Istina u tami \| – \| \| 8. Woche 1 Woche (insgesamt 6) \| 6 \| Mia \| Ovaj grad \| – \| \| 9. Woche 1 Woche \| 1 \| Roko Blažević \| The Dream \| Als Sieger von Dora 2019 vertritt Blažević Kroatien beim Eurovision Song Contest 2019. \| \| 10.–11. Woche 2 Wochen (insgesamt 6) \| 6 \| Mia \| Ovaj grad \| – \| \| 12.–19. Woche 8 Wochen \| 8 \| Petar Grašo \| Voli me \| In etwas mehr als einem Jahr bringt der populäre Kroate seinen dritten Hit auf Platz 1. \| \| 20.–22. Woche 3 Wochen \| 3 \| Igor Delač feat. Zetz \| U ritmu ljubavi \| – \| \| 23.–26. Woche 4 Wochen \| 4 \| Mia \| Cesta do sna \| – \| \| 27.–31. Woche 5 Wochen \| 5 \| Nina Badrić \| Volim te, volim \| – \| \| 32. Woche 1 Woche \| 1 \| Damir Kedžo \| Vidi se izdaleka \| – \| \| 33.–36. Woche 4 Wochen (insgesamt 6) \| 6 \| Mia Dimšić & Marko Tolja \| Sva blaga ovog svijeta \| – \| \| 37.–39. Woche 3 Wochen (insgesamt 5) \| 5 \| Igor Delač \| U krvi si \| – \| \| 40. Woche 1 Woche (insgesamt 6) \| 6 \| Mia Dimšić & Marko Tolja \| Sva blaga ovog svijeta \| – \| \| 41.–42. Woche 2 Wochen (insgesamt 5) \| 5 \| Igor Delač \| U krvi si \| – \| \| 43. Woche 1 Woche (insgesamt 4) \| 4 \| Franka \| Sve dok sanjaš \| – \| \| 44. Woche 1 Woche (insgesamt 6) \| 6 \| Mia Dimšić & Marko Tolja \| Sva blaga ovog svijeta \| – \| \| 45.–47. Woche 3 Wochen (insgesamt 4) \| 4 \| Franka \| Sve dok sanjaš \| – \| \| 48.–49. Woche 2 Wochen \| 2 \| Pravila Igre feat. EFZG \| Samo zbog nje \| – \| \| 50.–52. Woche 3 Wochen \| 3 \| Franka feat. Igor Geržina \| Samo s tobom meni Božić je \| – \| |                                        |                                        |                                        |                                                                                         |
| ← 2018 |                                        |                                        |                                        | → 2020 →                                                                                |
| Zeitraum | Wo. ges.                               | Interpret                              | Titel Autor(en)                        | Zusätzliche Informationen                                                               |
| (Zeitraum, Wochen auf Platz eins, Interpret, Titel, Autor[en], zusätzliche Informationen) |                                        |                                        |                                        |                                                                                         |
| 51. Woche 2018 – 1. Woche 2019 3 Wochen | 3                                      | Petar Grašo                            | Fritula                                | –                                                                                       |
| 2. Woche 1 Woche (insgesamt 13) | 13                                     | Nina Badrić                            | Rekao si                               | –                                                                                       |
| 3. Woche 1 Woche | 1                                      | Vanna                                  | U tebi                                 | –                                                                                       |
| 4.–6. Woche 3 Wochen (insgesamt 5) | 5                                      | Mia                                    | Ovaj grad                              | –                                                                                       |
| 7. Woche 1 Woche | 1                                      | Igor Delač                             | Istina u tami                          | –                                                                                       |
| 8. Woche 1 Woche (insgesamt 6) | 6                                      | Mia                                    | Ovaj grad                              | –                                                                                       |
| 9. Woche 1 Woche | 1                                      | Roko Blažević                          | The Dream                              | Als Sieger von Dora 2019 vertritt Blažević Kroatien beim Eurovision Song Contest 2019.  |
| 10.–11. Woche 2 Wochen (insgesamt 6) | 6                                      | Mia                                    | Ovaj grad                              | –                                                                                       |
| 12.–19. Woche 8 Wochen | 8                                      | Petar Grašo                            | Voli me                                | In etwas mehr als einem Jahr bringt der populäre Kroate seinen dritten Hit auf Platz 1. |
| 20.–22. Woche 3 Wochen | 3                                      | Igor Delač feat. Zetz                  | U ritmu ljubavi                        | –                                                                                       |
| 23.–26. Woche 4 Wochen | 4                                      | Mia                                    | Cesta do sna                           | –                                                                                       |
| 27.–31. Woche 5 Wochen | 5                                      | Nina Badrić                            | Volim te, volim                        | –                                                                                       |
| 32. Woche 1 Woche | 1                                      | Damir Kedžo                            | Vidi se izdaleka                       | –                                                                                       |
| 33.–36. Woche 4 Wochen (insgesamt 6) | 6                                      | Mia Dimšić & Marko Tolja               | Sva blaga ovog svijeta                 | –                                                                                       |
| 37.–39. Woche 3 Wochen (insgesamt 5) | 5                                      | Igor Delač                             | U krvi si                              | –                                                                                       |
| 40. Woche 1 Woche (insgesamt 6) | 6                                      | Mia Dimšić & Marko Tolja               | Sva blaga ovog svijeta                 | –                                                                                       |
| 41.–42. Woche 2 Wochen (insgesamt 5) | 5                                      | Igor Delač                             | U krvi si                              | –                                                                                       |
| 43. Woche 1 Woche (insgesamt 4) | 4                                      | Franka                                 | Sve dok sanjaš                         | –                                                                                       |
| 44. Woche 1 Woche (insgesamt 6) | 6                                      | Mia Dimšić & Marko Tolja               | Sva blaga ovog svijeta                 | –                                                                                       |
| 45.–47. Woche 3 Wochen (insgesamt 4) | 4                                      | Franka                                 | Sve dok sanjaš                         | –                                                                                       |
| 48.–49. Woche 2 Wochen | 2                                      | Pravila Igre feat. EFZG                | Samo zbog nje                          | –                                                                                       |
| 50.–52. Woche 3 Wochen | 3                                      | Franka feat. Igor Geržina              | Samo s tobom meni Božić je             | –                                                                                       |

## Alben
| ← 2018 ← | Liste der Nummer-eins-Hits in Kroatien (Lista prodaje domaće (einheimische Alben)) | Liste der Nummer-eins-Hits in Kroatien (Lista prodaje domaće (einheimische Alben)) | Liste der Nummer-eins-Hits in Kroatien (Lista prodaje domaće (einheimische Alben)) | 2020 → |
| \| Zeitraum \| Wo. ges. \| Interpret \| Titel \| Zusätzliche Informationen \| \| (Zeitraum, Wochen auf Platz eins, Interpret, Titel, zusätzliche Informationen) \| \| \| \| \| \| ------------------------------------------------------------------------------ \| -------- \| -------------------------------- \| ---------------------------------- \| ------------------------------------------------------------------------------------------------------------------------------------------------------------- \| \| 52. Woche 2018 – 5. Woche 2019 6 Wochen (insgesamt 7) \| 7 \| Parni Valjak \| Vrijeme \| – \| \| 6. Woche 1 Woche (insgesamt 2) \| 2 \| Crvena Jabuka \| Nocturno \| – \| \| 7. Woche 1 Woche (insgesamt 7) \| 7 \| Parni Valjak \| Vrijeme \| – \| \| 8. Woche 1 Woche \| 1 \| (Verschiedene Interpreten) \| Dora 2019 \| Die Platte zum Vorentscheid für den Eurovision Song Contest 2019 steht auf Platz 1 der Alben und der Siegersong auf Platz 1 der Singles. \| \| 9.–10. Woche 2 Wochen (insgesamt 3) \| 3 \| Zoran Predin & Damir Kukuruzović \| Zoran pjeva Arsena \| – \| \| 11.–13. Woche 3 Wochen (insgesamt 4) \| 4 \| Severina \| Halo \| – \| \| 14. Woche 1 Woche (insgesamt 3) \| 3 \| Zoran Predin & Damir Kukuruzović \| Zoran pjeva Arsena \| – \| \| 15. Woche 1 Woche \| 1 \| Tram 11 \| Jedanajstica u Domu Sportova \| Um die Jahrtausendwende hatte das Rapduo seine große Zeit, das Album zum Wiedervereinigungskonzert bringt sie fast zwei Jahrzehnte später an die Chartspitze. \| \| 16. Woche 1 Woche \| 1 \| Amira Medunjanin \| Live at Arena \| – \| \| 17.–18. Woche 2 Wochen (insgesamt 3) \| 3 \| Thompson \| Original Album Collection \| – \| \| 19. Woche 1 Woche (insgesamt 4) \| 4 \| Severina \| Halo \| – \| \| 20. Woche 1 Woche (insgesamt 3) \| 3 \| Thompson \| Original Album Collection \| – \| \| 21. Woche 1 Woche \| 1 \| Mužek & Trio \| Live in HNK \| – \| \| 22.–24. Woche 3 Wochen (insgesamt 5) \| 5 \| Opća Opasnost \| Karta do prošlosti \| – \| \| 25.–26. Woche 2 Wochen \| 2 \| (Verschiedene Interpreten) \| CMC Festival Vodice 2019 \| – \| \| 27.–30. Woche 4 Wochen (insgesamt 7) \| 7 \| (Verschiedene Interpreten) \| Festival Zabavne Glazbe Split 2019 \| – \| \| 31. Woche 1 Woche \| 1 \| Oliver Dragojević \| A l’Olympia \| – \| \| 32. Woche 1 Woche (insgesamt 7) \| 7 \| Verschiedene Interpreten \| Festival Zabavne Glazbe Split 2019 \| – \| \| 33. Woche 1 Woche (insgesamt 5) \| 5 \| Opća Opasnost \| Karta do prošlosti \| – \| \| 34.–35. Woche 2 Wochen (insgesamt 7) \| 7 \| Verschiedene Interpreten \| Festival Zabavne Glazbe Split 2019 \| – \| \| 36. Woche 1 Woche \| 1 \| (Verschiedene Interpreten) \| Vrući Ljetni Hitovi 2019 \| – \| \| 37. Woche 1 Woche \| 1 \| Vanna \| Izmiješane Boje \| – \| \| 38.–41. Woche 4 Wochen \| 4 \| KUD Idijoti \| Gratis Hits Live \| – \| \| 42. Woche 1 Woche \| 1 \| J. R. August \| Dangerous Waters \| – \| \| 43. Woche 1 Woche \| 1 \| Božo Vrećo \| Melek \| – \| \| 44. Woche 1 Woche \| 1 \| Doris Dragović \| Original Album Collection \| – \| \| 45. Woche 1 Woche (insgesamt 5) \| 5 \| Opća Opasnost \| Karta do prošlosti \| – \| \| 46. Woche 1 Woche (insgesamt 2) \| 2 \| Lu Jakelić \| Sve o čemu sam šutjela \| – \| \| 47. Woche 1 Woche \| 1 \| Drago Diklić \| The Best Of Collection \| – \| \| 48. Woche 1 Woche (insgesamt 2) \| 2 \| Lu Jakelić \| Sve o čemu sam šutjela \| – \| \| 49. Woche 1 Woche (insgesamt 11) \| 11 \| Mia Dimšić \| Sretan put \| – \| \| 50. Woche 1 Woche \| 1 \| Domenica \| Ćiribu ćiriba \| – \| \| 51. Woche 2019 – 6. Woche 2020 8 Wochen (insgesamt 11) \| 11 \| Mia Dimšić \| Sretan put \| – \| |                                                                                    |                                                                                    |                                                                                    | |
| ← 2018 |                                                                                    |                                                                                    |                                                                                    | → 2020 → |
| Zeitraum | Wo. ges.                                                                           | Interpret                                                                          | Titel                                                                              | Zusätzliche Informationen |
| (Zeitraum, Wochen auf Platz eins, Interpret, Titel, zusätzliche Informationen) |                                                                                    |                                                                                    |                                                                                    | |
| 52. Woche 2018 – 5. Woche 2019 6 Wochen (insgesamt 7) | 7                                                                                  | Parni Valjak                                                                       | Vrijeme                                                                            | – |
| 6. Woche 1 Woche (insgesamt 2) | 2                                                                                  | Crvena Jabuka                                                                      | Nocturno                                                                           | – |
| 7. Woche 1 Woche (insgesamt 7) | 7                                                                                  | Parni Valjak                                                                       | Vrijeme                                                                            | – |
| 8. Woche 1 Woche | 1                                                                                  | (Verschiedene Interpreten)                                                         | Dora 2019                                                                          | Die Platte zum Vorentscheid für den Eurovision Song Contest 2019 steht auf Platz 1 der Alben und der Siegersong auf Platz 1 der Singles.                      |
| 9.–10. Woche 2 Wochen (insgesamt 3) | 3                                                                                  | Zoran Predin & Damir Kukuruzović                                                   | Zoran pjeva Arsena                                                                 | – |
| 11.–13. Woche 3 Wochen (insgesamt 4) | 4                                                                                  | Severina                                                                           | Halo                                                                               | – |
| 14. Woche 1 Woche (insgesamt 3) | 3                                                                                  | Zoran Predin & Damir Kukuruzović                                                   | Zoran pjeva Arsena                                                                 | – |
| 15. Woche 1 Woche | 1                                                                                  | Tram 11                                                                            | Jedanajstica u Domu Sportova                                                       | Um die Jahrtausendwende hatte das Rapduo seine große Zeit, das Album zum Wiedervereinigungskonzert bringt sie fast zwei Jahrzehnte später an die Chartspitze. |
| 16. Woche 1 Woche | 1                                                                                  | Amira Medunjanin                                                                   | Live at Arena                                                                      | – |
| 17.–18. Woche 2 Wochen (insgesamt 3) | 3                                                                                  | Thompson                                                                           | Original Album Collection                                                          | – |
| 19. Woche 1 Woche (insgesamt 4) | 4                                                                                  | Severina                                                                           | Halo                                                                               | – |
| 20. Woche 1 Woche (insgesamt 3) | 3                                                                                  | Thompson                                                                           | Original Album Collection                                                          | – |
| 21. Woche 1 Woche | 1                                                                                  | Mužek & Trio                                                                       | Live in HNK                                                                        | – |
| 22.–24. Woche 3 Wochen (insgesamt 5) | 5                                                                                  | Opća Opasnost                                                                      | Karta do prošlosti                                                                 | – |
| 25.–26. Woche 2 Wochen | 2                                                                                  | (Verschiedene Interpreten)                                                         | CMC Festival Vodice 2019                                                           | – |
| 27.–30. Woche 4 Wochen (insgesamt 7) | 7                                                                                  | (Verschiedene Interpreten)                                                         | Festival Zabavne Glazbe Split 2019                                                 | – |
| 31. Woche 1 Woche | 1                                                                                  | Oliver Dragojević                                                                  | A l’Olympia                                                                        | – |
| 32. Woche 1 Woche (insgesamt 7) | 7                                                                                  | Verschiedene Interpreten                                                           | Festival Zabavne Glazbe Split 2019                                                 | – |
| 33. Woche 1 Woche (insgesamt 5) | 5                                                                                  | Opća Opasnost                                                                      | Karta do prošlosti                                                                 | – |
| 34.–35. Woche 2 Wochen (insgesamt 7) | 7                                                                                  | Verschiedene Interpreten                                                           | Festival Zabavne Glazbe Split 2019                                                 | – |
| 36. Woche 1 Woche | 1                                                                                  | (Verschiedene Interpreten)                                                         | Vrući Ljetni Hitovi 2019                                                           | – |
| 37. Woche 1 Woche | 1                                                                                  | Vanna                                                                              | Izmiješane Boje                                                                    | – |
| 38.–41. Woche 4 Wochen | 4                                                                                  | KUD Idijoti                                                                        | Gratis Hits Live                                                                   | – |
| 42. Woche 1 Woche | 1                                                                                  | J. R. August                                                                       | Dangerous Waters                                                                   | – |
| 43. Woche 1 Woche | 1                                                                                  | Božo Vrećo                                                                         | Melek                                                                              | – |
| 44. Woche 1 Woche | 1                                                                                  | Doris Dragović                                                                     | Original Album Collection                                                          | – |
| 45. Woche 1 Woche (insgesamt 5) | 5                                                                                  | Opća Opasnost                                                                      | Karta do prošlosti                                                                 | – |
| 46. Woche 1 Woche (insgesamt 2) | 2                                                                                  | Lu Jakelić                                                                         | Sve o čemu sam šutjela                                                             | – |
| 47. Woche 1 Woche | 1                                                                                  | Drago Diklić                                                                       | The Best Of Collection                                                             | – |
| 48. Woche 1 Woche (insgesamt 2) | 2                                                                                  | Lu Jakelić                                                                         | Sve o čemu sam šutjela                                                             | – |
| 49. Woche 1 Woche (insgesamt 11) | 11                                                                                 | Mia Dimšić                                                                         | Sretan put                                                                         | – |
| 50. Woche 1 Woche | 1                                                                                  | Domenica                                                                           | Ćiribu ćiriba                                                                      | – |
| 51. Woche 2019 – 6. Woche 2020 8 Wochen (insgesamt 11) | 11                                                                                 | Mia Dimšić                                                                         | Sretan put                                                                         | – |

| ← 2018 ← | Liste der Nummer-eins-Hits in Kroatien (Lista prodaje strano (ausländische Alben)) | Liste der Nummer-eins-Hits in Kroatien (Lista prodaje strano (ausländische Alben)) | Liste der Nummer-eins-Hits in Kroatien (Lista prodaje strano (ausländische Alben)) | 2020 → |
| \| Zeitraum \| Wo. ges. \| Interpret \| Titel \| Zusätzliche Informationen \| \| (Zeitraum, Wochen auf Platz eins, Interpret, Titel, zusätzliche Informationen) \| \| \| \| \| \| ------------------------------------------------------------------------------ \| -------- \| --------------------------------------- \| ---------------------------------------------------- \| -------------------------------------------------------------------------------------------------------------------------------------- \| \| 1. Woche 1 Woche (insgesamt 6) \| 6 \| Bradley Cooper & Lady Gaga (Soundtrack) \| A Star Is Born \| – \| \| 2. Woche 1 Woche \| 1 \| Coldplay \| Live in Buenos Aires \| – \| \| 3. Woche 1 Woche (insgesamt 3) \| 3 \| Michael Bublé \| Love \| – \| \| 4. Woche 1 Woche \| 1 \| Bruce Springsteen \| On Broadway \| – \| \| 5. Woche 1 Woche \| 1 \| Lady Gaga \| The Fame Monster \| Mit ihrem erweiterten Debütalbum von 2009 überholt die US-Sängerin ihren erfolgreichen Filmsoundtrack zu A Star Is Born in den Charts. \| \| 6. Woche 1 Woche (insgesamt 6) \| 6 \| Bradley Cooper & Lady Gaga (Soundtrack) \| A Star Is Born \| – \| \| 7.–11. Woche 5 Wochen (insgesamt 7) \| 7 \| Željko Joksimović \| Željko Joksimović \| Vor 20 Jahren hatte die Karriere des Serben begonnen. \| \| 12. Woche 1 Woche (insgesamt 6) \| 6 \| Bradley Cooper & Lady Gaga (Soundtrack) \| A Star Is Born \| – \| \| 13.–14. Woche 2 Wochen \| 2 \| Van Morrison \| The Healing Game \| – \| \| 15. Woche 1 Woche \| 1 \| Madonna \| True Blue \| – \| \| 16. Woche 1 Woche (insgesamt 7) \| 7 \| Željko Joksimović \| Željko Joksimović \| – \| \| 17. Woche 1 Woche \| 1 \| (Soundtrack) \| The Crow \| – \| \| 18. Woche 1 Woche (insgesamt 7) \| 7 \| Željko Joksimović \| Željko Joksimović \| – \| \| 19. Woche 1 Woche \| 1 \| The Rolling Stones \| Honk: The Very Best Of \| – \| \| 20.–21. Woche 2 Wochen \| 2 \| The National \| I Am Easy to Find \| – \| \| 22. Woche 1 Woche \| 1 \| Rammstein \| Unbetitelt \| – \| \| 23. Woche 1 Woche \| 1 \| Pink Floyd \| The Division Bell: 25th Anniversary \| – \| \| 24.–26. Woche 3 Wochen \| 3 \| Bruce Springsteen \| Western Stars \| – \| \| 27.–28. Woche 2 Wochen (insgesamt 5) \| 5 \| The Black Keys \| Let’s Rock \| – \| \| 29.–31. Woche 3 Wochen (insgesamt 12) \| 12 \| Ed Sheeran \| No. 6 Collaborations Project \| – \| \| 32.–34. Woche 3 Wochen (insgesamt 5) \| 5 \| The Black Keys \| Let’s Rock \| – \| \| 35.–43. Woche 9 Wochen (insgesamt 12) \| 12 \| Ed Sheeran \| No. 6 Collaborations Project \| – \| \| 44. Woche 1 Woche \| 1 \| Van Morrison \| Three Chords & the Truth \| – \| \| 45. Woche 1 Woche \| 1 \| Bob Dylan feat. Johnny Cash \| Travelin’ Thru: The Bootleg Series Vol. 15 1967/1969 \| – \| \| 46.–47. Woche 2 Wochen (insgesamt 4) \| 4 \| Nick Cave and the Bad Seeds \| Ghosteen \| – \| \| 48. Woche 2019 – 2. Woche 2020 7 Wochen (insgesamt 8) \| 8 \| Leonard Cohen \| Thanks for the Dance \| – \| |                                                                                    |                                                                                    |                                                                                    | |
| ← 2018 |                                                                                    |                                                                                    |                                                                                    | → 2020 → |
| Zeitraum | Wo. ges.                                                                           | Interpret                                                                          | Titel                                                                              | Zusätzliche Informationen |
| (Zeitraum, Wochen auf Platz eins, Interpret, Titel, zusätzliche Informationen) |                                                                                    |                                                                                    |                                                                                    | |
| 1. Woche 1 Woche (insgesamt 6) | 6                                                                                  | Bradley Cooper & Lady Gaga (Soundtrack)                                            | A Star Is Born                                                                     | – |
| 2. Woche 1 Woche | 1                                                                                  | Coldplay                                                                           | Live in Buenos Aires                                                               | – |
| 3. Woche 1 Woche (insgesamt 3) | 3                                                                                  | Michael Bublé                                                                      | Love                                                                               | – |
| 4. Woche 1 Woche | 1                                                                                  | Bruce Springsteen                                                                  | On Broadway                                                                        | – |
| 5. Woche 1 Woche | 1                                                                                  | Lady Gaga                                                                          | The Fame Monster                                                                   | Mit ihrem erweiterten Debütalbum von 2009 überholt die US-Sängerin ihren erfolgreichen Filmsoundtrack zu A Star Is Born in den Charts. |
| 6. Woche 1 Woche (insgesamt 6) | 6                                                                                  | Bradley Cooper & Lady Gaga (Soundtrack)                                            | A Star Is Born                                                                     | – |
| 7.–11. Woche 5 Wochen (insgesamt 7) | 7                                                                                  | Željko Joksimović                                                                  | Željko Joksimović                                                                  | Vor 20 Jahren hatte die Karriere des Serben begonnen.                                                                                  |
| 12. Woche 1 Woche (insgesamt 6) | 6                                                                                  | Bradley Cooper & Lady Gaga (Soundtrack)                                            | A Star Is Born                                                                     | – |
| 13.–14. Woche 2 Wochen | 2                                                                                  | Van Morrison                                                                       | The Healing Game                                                                   | – |
| 15. Woche 1 Woche | 1                                                                                  | Madonna                                                                            | True Blue                                                                          | – |
| 16. Woche 1 Woche (insgesamt 7) | 7                                                                                  | Željko Joksimović                                                                  | Željko Joksimović                                                                  | – |
| 17. Woche 1 Woche | 1                                                                                  | (Soundtrack)                                                                       | The Crow                                                                           | – |
| 18. Woche 1 Woche (insgesamt 7) | 7                                                                                  | Željko Joksimović                                                                  | Željko Joksimović                                                                  | – |
| 19. Woche 1 Woche | 1                                                                                  | The Rolling Stones                                                                 | Honk: The Very Best Of                                                             | – |
| 20.–21. Woche 2 Wochen | 2                                                                                  | The National                                                                       | I Am Easy to Find                                                                  | – |
| 22. Woche 1 Woche | 1                                                                                  | Rammstein                                                                          | Unbetitelt                                                                         | – |
| 23. Woche 1 Woche | 1                                                                                  | Pink Floyd                                                                         | The Division Bell: 25th Anniversary                                                | – |
| 24.–26. Woche 3 Wochen | 3                                                                                  | Bruce Springsteen                                                                  | Western Stars                                                                      | – |
| 27.–28. Woche 2 Wochen (insgesamt 5) | 5                                                                                  | The Black Keys                                                                     | Let’s Rock                                                                         | – |
| 29.–31. Woche 3 Wochen (insgesamt 12) | 12                                                                                 | Ed Sheeran                                                                         | No. 6 Collaborations Project                                                       | – |
| 32.–34. Woche 3 Wochen (insgesamt 5) | 5                                                                                  | The Black Keys                                                                     | Let’s Rock                                                                         | – |
| 35.–43. Woche 9 Wochen (insgesamt 12) | 12                                                                                 | Ed Sheeran                                                                         | No. 6 Collaborations Project                                                       | – |
| 44. Woche 1 Woche | 1                                                                                  | Van Morrison                                                                       | Three Chords & the Truth                                                           | – |
| 45. Woche 1 Woche | 1                                                                                  | Bob Dylan feat. Johnny Cash                                                        | Travelin’ Thru: The Bootleg Series Vol. 15 1967/1969                               | – |
| 46.–47. Woche 2 Wochen (insgesamt 4) | 4                                                                                  | Nick Cave and the Bad Seeds                                                        | Ghosteen                                                                           | – |
| 48. Woche 2019 – 2. Woche 2020 7 Wochen (insgesamt 8) | 8                                                                                  | Leonard Cohen                                                                      | Thanks for the Dance                                                               | – |